# Josep Maria Servitje Roca
Josep Maria Servitje Roca fue secretario general de la Consejería de Trabajo en los gobiernos autonómicos de Cataluña presididos por Jordi Pujol (CiU). En 2009, fue condenado a cuatro años y medio de cárcel y seis años de inhabilitación por un delito continuado de malversación de caudales públicos cometido en 1994 en el caso Trabajo. Servitge es militante de Unió Democràtica de Catalunya y la justicia le condenó por desviar 46.157 euros de fondos públicos a través de la adjudicación de estudios plagiados o de nula utilidad. 
En 2012, fue indultado por el Gobierno, conmutando la pena por una multa de 3.600 euros. Ignasi Farreres Bochaca (CiU), consejero de Trabajo durante el periodo de los hechos, fue juzgado y absuelto.